# Aphidiinae

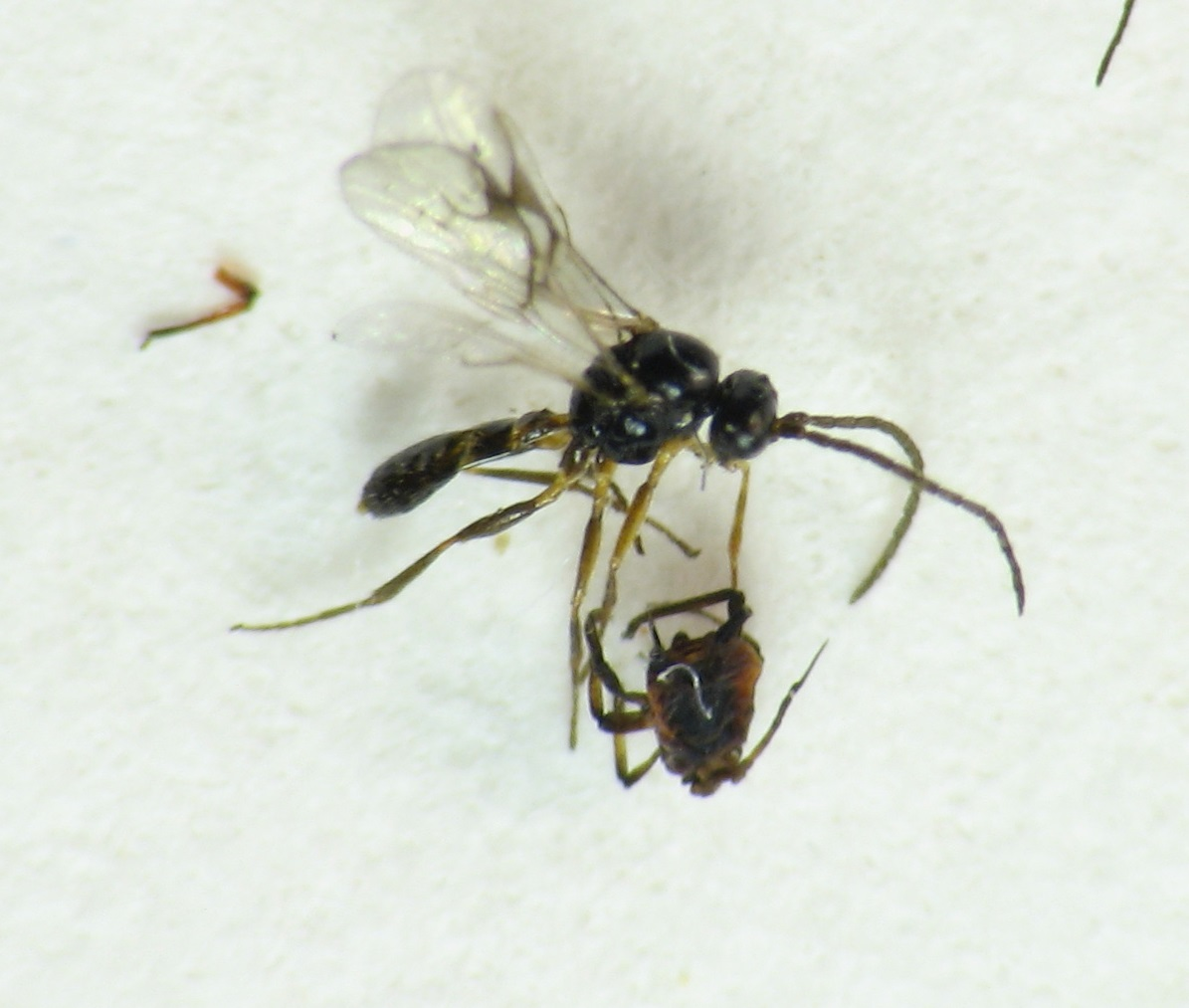
Aphidiinae, posiblemente Lysiphlebus

Aphidiinae es una subfamilia de avispillas parásitas que usan áfidos como huéspedes. La mayoría empupan dentro del áfido muerto. Algunos como los Praon (Praini) cuyas larvas tienen 2 o 3 mm de longitud abandonan la momia del áfido parasitado para empupar debajo de él; esto parece ser una adaptación secundaria. Hay alrededor de 400 especies en 50 géneros. 
Varias especies del género Aphidius (p.e. Aphidius ervi) se utilizan en programas de control biológico de áfidos en diversos cultivos.

## Sistemática

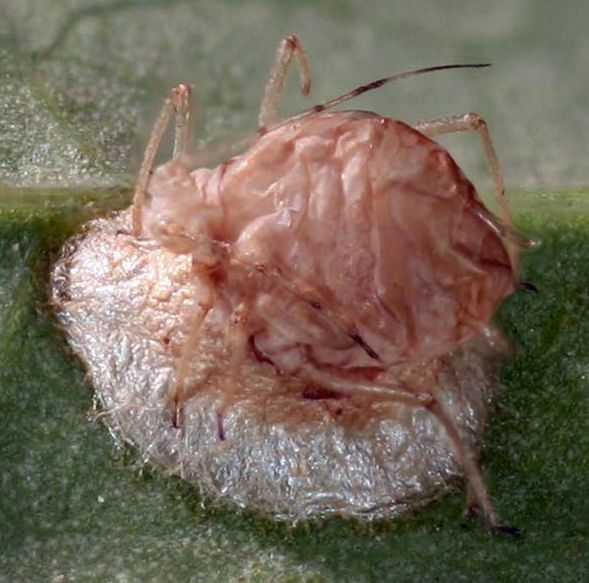
Pupa de Praon bajo el áfido parasitado

La subfamilia Aphidiinae está subdividida en varias tribus, Ephedrini, Praini y Aphodiini, esta última a su vez subdividida en tres subtribus. La mayoría de las especies pertenecen a Aphodiini.
Son de distribución mundial, primariamente encontrados en el hemisferio norte. Varias especies han sido introducidas en otros países, fuera de su distribución original, tanto accidentalmente como intencionalmente como controles biológicos.

## Géneros

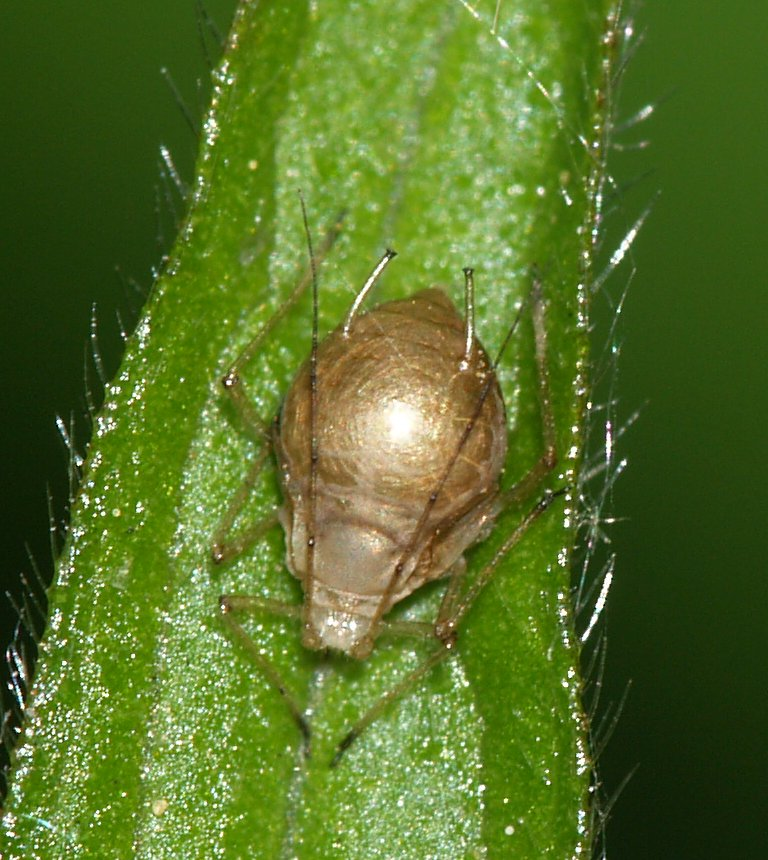
Áfido parasitado todavía cerrado

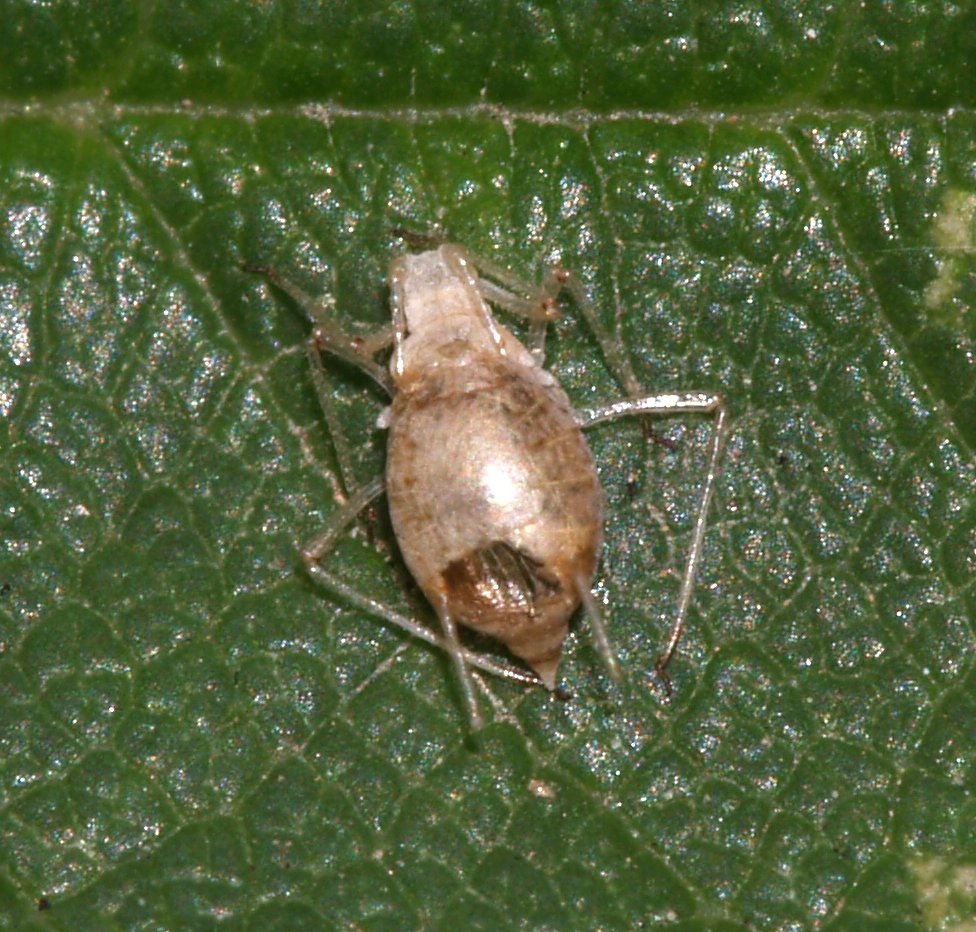
Áfido parasitado mostrando el agujero por el que ha salido el parasitoide Aphidiinae

Ephedrini
- Ephedrus
- Toxares

Praini
- Praon
- Dyscritulus
- Harkeria
- Areopraon

Trioxini
- Trioxys
- Binodoxys
- Monoctonus
- Monoctonia
- Lipolexis

Aclitini
- Aclitus

Aphidiini
- Aphidius
- Diaeretiella
- Diaeretus
- Diaeretellus
- Lysaphidus
- Lysiphlebia
- Paralipsis
- Pauesia
- Protaphidius
- Pseudopauesia
- Adialytus
- Lysiphlebus
- Xenostigmus

Lista incompleta.